# Julius Kober

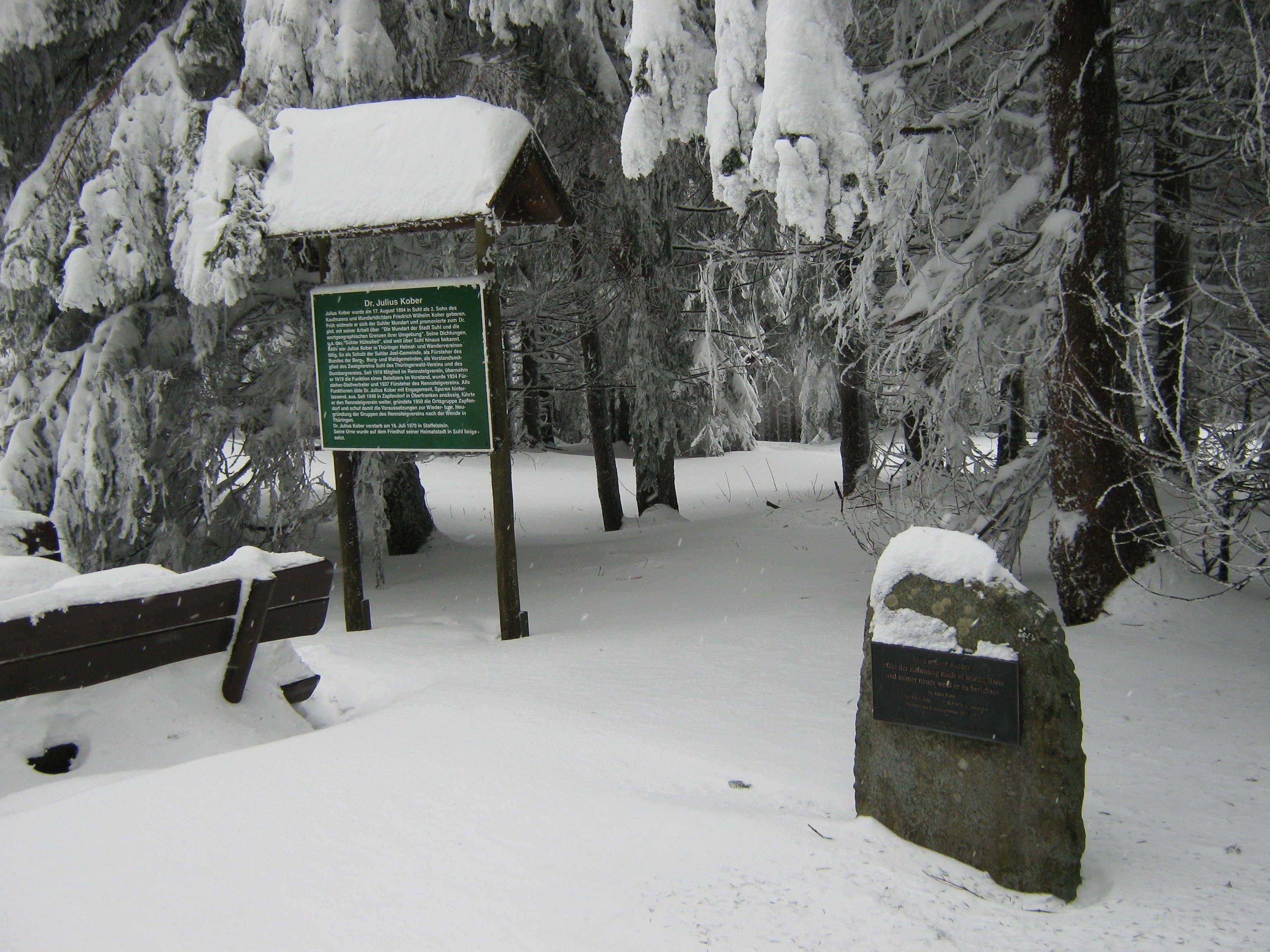
Denkmal für Kober am Rennsteig, bei der Suhler Ausspanne.

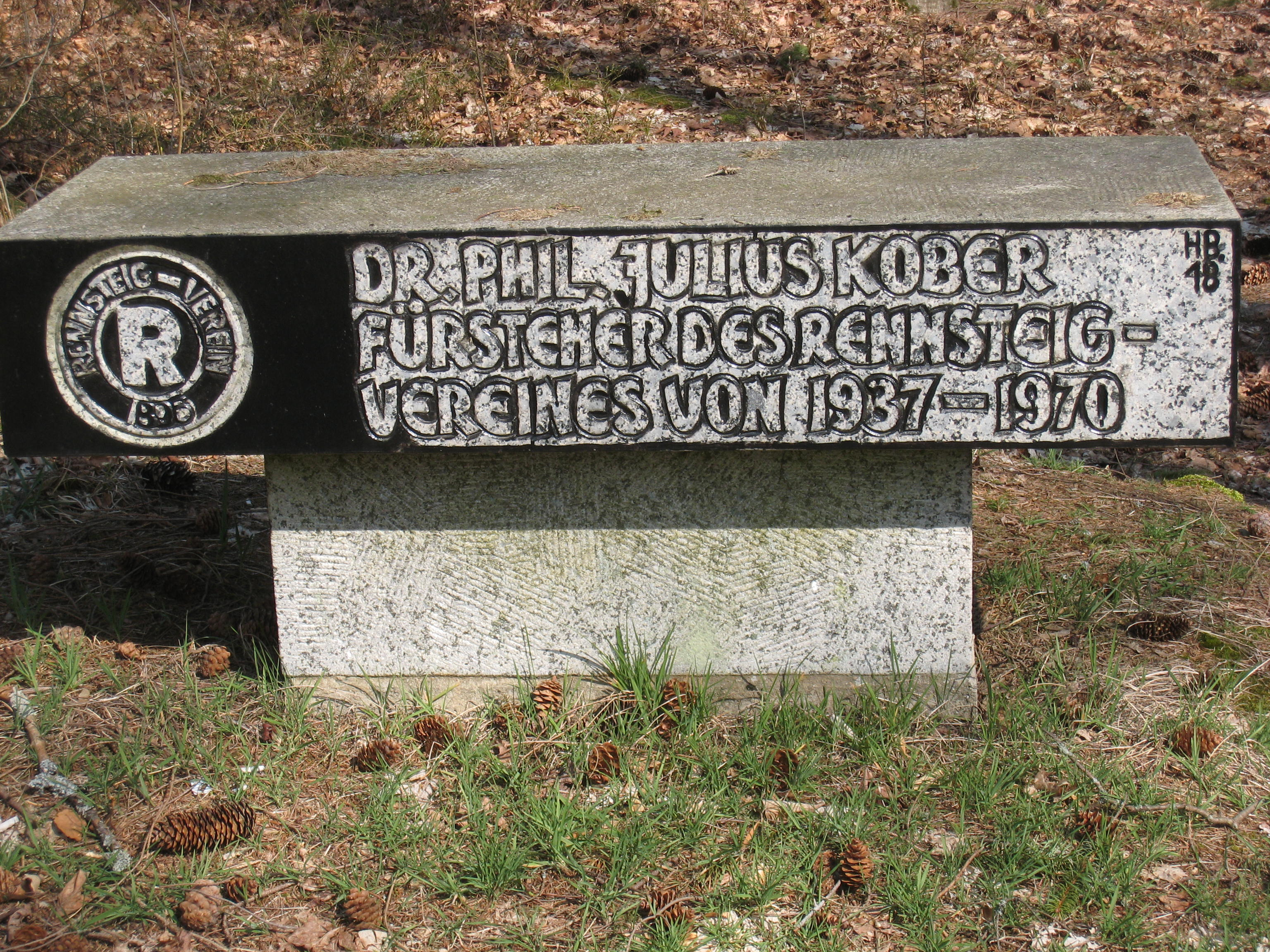
Gedenkstein beim ehemaligen Forsthaus Weidmannsheil in Steinbach am Wald

Julius Kober (* 17. August 1894 in Suhl; † 28. Juli 1970 in Staffelstein) war ein deutscher Heimatforscher, Schriftsteller und von 1937 bis 1970 Vorsteher des Rennsteigvereins, der bis zum Kriegsende in Thüringen beheimatet war und anschließend in Franken eine neue Heimat fand.

## Leben und Werk
Julius Kober wurde am 17. August 1894 in der thüringischen Bergstadt Suhl als zweiter Sohn des Mundartdichters Friedrich Wilhelm Kober geboren. Er besuchte die Volksschule und dann die Oberrealschule, an der er 1913 das Abitur ablegte. Schon in seinen jungen Jahren widmete er sich dem bildenden Wandern, der Heimatpflege und dem Schutz der Natur. Vom Vater hat Kober seine schriftstellerische Begabung sowie die Eigenschaft der Heimattreue und Kontaktfreudigkeit zu anderen Menschen geerbt. Die Suhler Mundart wurde von ihm frühzeitig gesprochen, gepflegt und betreut. Sehr bald erwachte so in ihm das Interesse an landschafts- und volkskundlichen Studien, vor allem im Thüringer Wald, den er kreuz und quer durchstreifte. In seiner Wanderlehrzeit entwickelte sich das starke Heimatgefühl als Triebkraft für sein umfassendes erfolgreiches Schaffen. Julius Kobers Entwicklung wurde durch den Ausbruch des Ersten Weltkrieges 1914 beeinflusst. Von den Kriegserlebnissen geprägt, schrieb und verfasste er einige Romane u. a. „Drei Kapitel aus dem Erleben eines Frontsoldaten“, „Rolf Henneberg“ und „Vom Leben und Sterben eines Dichtersoldaten“, später „So sei dein Weg“, „Der deutsche Tag“ und 1925 „Rennsteigzauber“.
Er studierte Literatur, Kunstgeschichte und Philosophie in Berlin und Marburg. Während seines Studiums wurde er 1914 Mitglied der Burschenschaft Hevellia Berlin. Sein Studium wurde vom Ersten Weltkrieg unterbrochen, in dem er als Kriegsfreiwilliger kämpfte, zuletzt als Leutnant der Feldartillerie. Nach dem Ende des Krieges studierte er in Berlin weiter, wo er mit einigen Bundesbrüdern als Zeitfreiwilliger einem Freikorps beitrat und 1919 an der Niederschlagung des Januaraufstandes des Spartakusbundes beteiligt war. In Marburg wurde er Zeitfreiwilliger im Marburger Studentenkorps (StuKoMa) von Bogislav von Selchow. In Marburg wurde er 1922 zum Dr. phil. promoviert. Der Titel seiner Doktorarbeit lautete: Die Mundart der Stadt Suhl und die wortgeographischen Grenzen ihrer Umgebung. Er wies darin nach, dass der Rennsteig eine Sprachgrenze bildet. Nördlich des Kammweges wird thüringisch und südlich (Suhl) fränkisch gesprochen.
Nach dem Tod seines Vaters wurde ihm die Führung der Spielschar der Joel-Gemeinde in Suhl übertragen. Er trat selbst als Hauptdarsteller auf. Das Volksstück vom „Letzten Schulzen von der Lütsche“ oder sein vertontes Märchenspiel um „Dieter und Dietlindes Rennsteigfahrt“ waren ein wesentlicher Beitrag zur deutschen Laienspielliteratur. Im Zuge der Aufführung dieser Stücke wurde er auch als Begründer des Freilicht-Waldtheaters am Suhler Friedberg anerkannt.
Schon in jungen Jahren führte ihn sein Weg zum Rennsteigverein. Schon 1919 wurde er für den verstorbenen August Trinius in den Vorstandsbeirat berufen, belebte ab 1920 die Tätigkeit der Skiabteilung und setzte sich fortan organisatorisch erfolgreich für das Wandern über den Rennsteig und andere Strecken im Thüringer Wald ein.
1932 wurde ihm die Schriftleitung des Boten des Rennsteigvereins „Das Mareile“ anvertraut. Er weckte Begeisterung für den Rennsteig. In vorbildlicher Weise hat es Julius Kober verstanden, Heimatforschung, Naturschutz und Wanderbewegung zu verbinden und voranzutreiben. Sein besonderes Anliegen war das bildende Wandern.
Unzählige Vorträge mit selbstaufgenommenen Motiven hielt er in Thüringen und anderen deutschen Gebieten über die engere und weitere Heimat. Für seine „Verdienste um die deutsche Wandersache“ erhielt er 1936 die Silberne Verbandsehrennadel.
Julius Kober führte Wanderungen unter seiner Leitung durch, die jede mit einem Wanderspruch begonnen wurde. Das Buch „Zauberhafte Rennsteigfahrt“ beweist, dass Julius Kober als Dichter und Wanderer tief in die Geheimnisse des uralten Höhenpfades eingedrungen ist.
Der Herrgott schuf das Wandern, die Lieder all dazu,
Damit du mit dem andern, ein Mensch wirst – du auf du.
Julius Kober
Nach Ausbruch des Zweiten Weltkrieges wurde er zur Wehrmacht einberufen. Er erlebte schicksalsschwere Jahre (Trennung von Familie, sein ältester Sohn starb als Soldat an der Front). Julius Kober durfte nach mehrjähriger Kriegsgefangenschaft nicht in die Heimat zurückkehren, die mittlerweile zur SBZ gehörte. 1948 fand er eine „Ersatzheimat“ in Zapfendorf am Obermain in Bayern. Mit dem Aufbau einer Versandbuchhandlung schuf er sich dort eine neue Existenz.
Er übernahm wieder die Führung des Rennsteigvereins und gewann viele treue Wanderfreunde. Dort konnte durch sein Engagement zusammen mit den neu gewonnenen Wanderfreunden der Rennsteigverein ab 1950 wieder neu belebt werden. Dies und die damit verbundene Weitergabe der Tradition des Rennsteigvereins ist Julius Kobers größtes Nachkriegsverdienst. In Zusammenarbeit mit der Thüringer Tageszeitung in Würzburg gestaltete Julius Kober den Thüringer Heimatkalender, der jährlich erschien. Auch als Schriftleiter für die „Mareile“ war er weiterhin unermüdlich tätig.

### Würdigung
Am 28. Juli 1970 starb Julius Kober. Sein angefangenes „Spruchbüchlein eines Wanderers“ überarbeitete und erweiterte der Rennsteigverein 1996 im 77. Jahr seines Bestehens auf Wunsch vieler Wander- und Heimatfreunde für ihn.
Der Rennsteigverein setzte seinem langjährigen Fürsteher 1971 beim Waldhaus „Weidmannsheil“ einen Gedenkstein. Ein weiterer steht seit 1994 an der Suhler Ausspanne.
Vom 31. August 2004 bis 9. Januar 2005 war die Ausstellung Julius Kober – ein deutscher Lebensweg in Suhl zu sehen.

## Schriften (Auswahl)
- Zauberhafte Rennsteigfahrt. Eine Pfingstrunst aus der Vorkriegszeit (= Thüringer Heimatbücherei, Band 6), Würzburg: Verl. der Thüringer Tageszeitung Nonne 1961.
- Vortragsbuch für Front und Heimat. Erlesene Perlen ernster und heiterer Dichtung aus zwei Jahrhunderten mit Anleitung für die Vortragskunst und die Programmgestaltung, Gotha: Engelhard-Reyher 1944.
- Vorwort in: Fuchsturm und Fuchsturmgesellschaft. Festschrift zur Feier d. 75jährigen Bestehens, hg. vom Vorstand der Fuchsturmgesellschaft, Jena: Neuenhahn 1936.
- Deutscher Wald, deutsches Volk [Thüringen]. Mit 10 Aufnahmen von Hermann Barthelmes, Weimar: Böhlau 1935.
- Der Sturz von den Sternen (Roman), Jena: Neuenhahn 1927.

## Sekundärliteratur
- Julius Kober. Ein deutscher Lebensweg, 1894–1970 (= Kleine Suhler Reihe, Band 9), hg. v. Stadtverwaltung Suhl, Kulturamt, Suhl 2004.
- Norbert Moczarski: Julius Kober (1894–1970) – ein bewegtes Leben nah und fern des Thüringer Rennsteiges, in: Jahrbuch des Hennebergisch-Fränkischen Geschichtsvereins, Band 19 (2004), S. 363–404.
- Rüdiger Haufe, Jürgen John, Justus H. Ulbricht: Julius Kober – ein "Thüringer Heimatbewahrer", "geistiger Frontkämpfer" und "fanatischer Nationalsozialist", in: Mitteilungsblatt des Rennsteig-Museums des Thüringer Rennsteigvereines e.V., (2003), Heft 1, S. 40–45.
- Helge Dvorak: Biographisches Lexikon der Deutschen Burschenschaft. Band II: Künstler. Winter, Heidelberg 2018, ISBN 978-3-8253-6813-5, S. 407–409.